# Panser (borg)

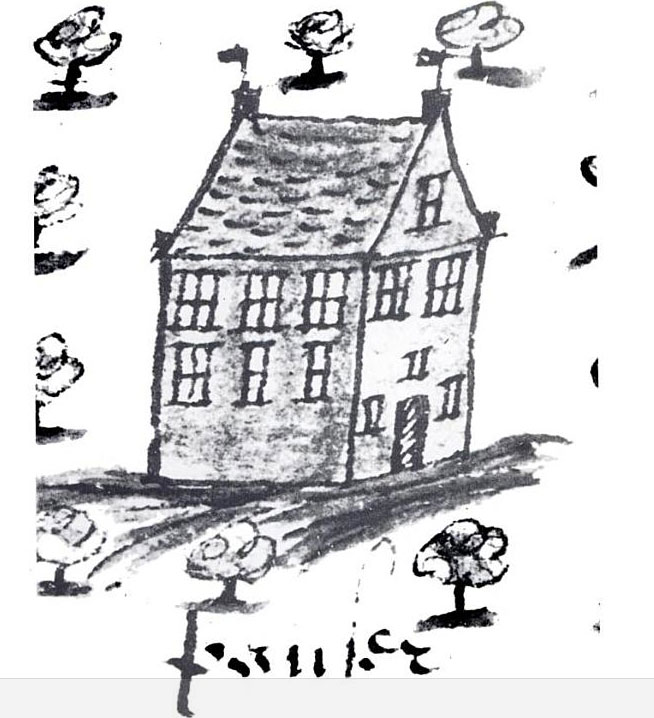
Afbeelding van Panser op een kaart van Groningen (circa 1626)

Panser is een voormalige borg in de Nederlandse provincie Groningen.

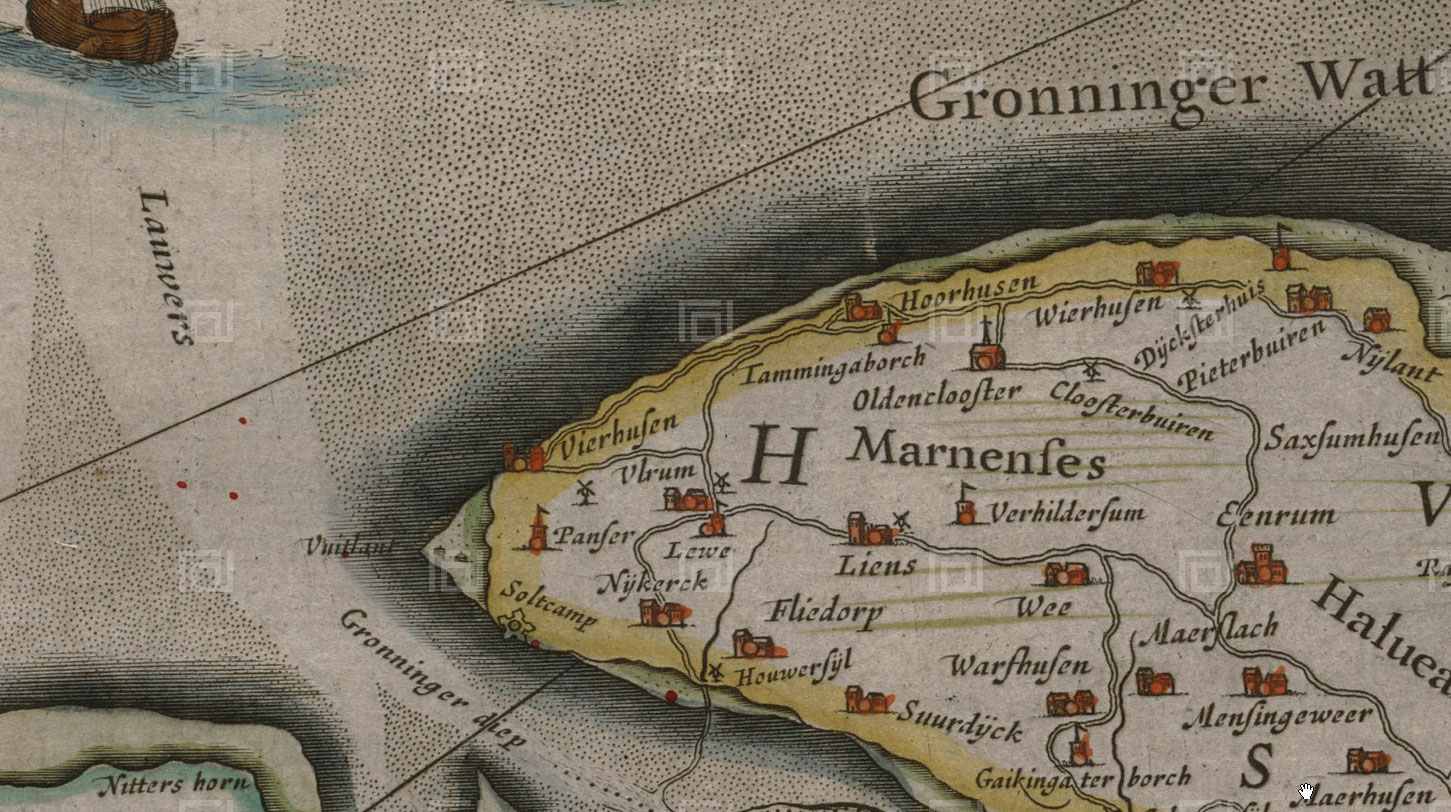
Panser ingetekend op de kaart van Groningen in de atlas van Blaeu (1648)

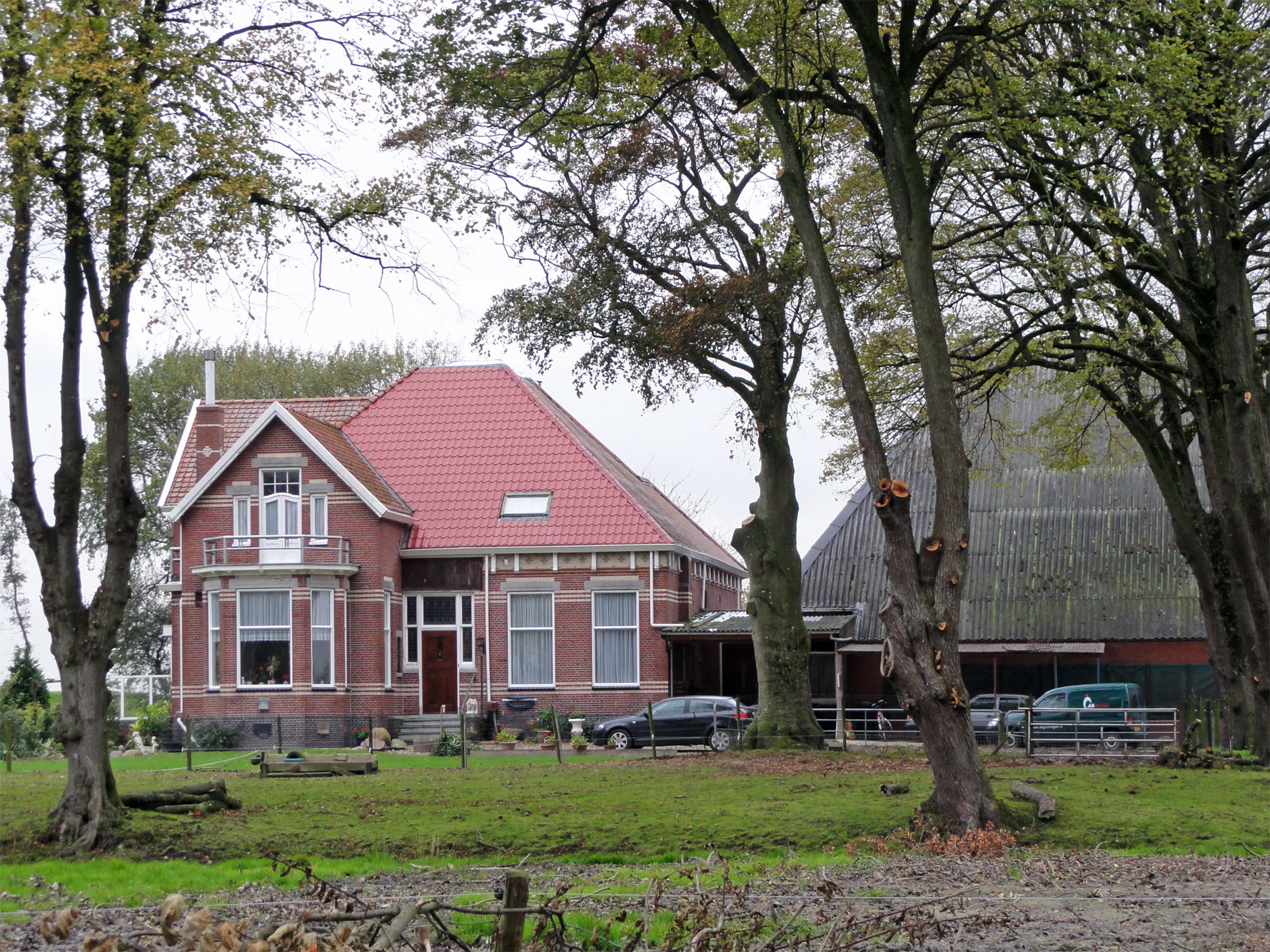
De boerderij in Panser op het terrein waar eertijds de borg heeft gestaan

De voormalige borg Panser lag tussen Zoutkamp en Vierhuizen, nabij de vroegere zeedijk. Waarschijnlijk is de naam van de borg ontleend aan de naam van de bewoners. De familienaam Panser kwam al in het begin van de 16e eeuw voor in de omgeving waar de borg gelegen was. Tijdens de Tachtigjarige Oorlog was Jochem Panser borgheer. Hij streed beurtelings aan de zijde van de geuzen en aan die van de Spanjaarden. In 1581 werden het schathuis en de keuken van Panser door de geuzen verwoest. In de 17e eeuw kwam de borg met bijbehorende landerijen in het bezit van Anna Lewe, erfvrouwe van Asinga. Zij schonk, als eigenaresse van Panser, een torenklok aan de kerk van Vierhuizen. Haar zoon Evert Lewe was, als borgheer van Asinga en Panser, collector van de kerk van Niekerk, die door hem in 1628 en 1629 ingrijpend werd verbouwd. Zijn zoon Abel Coenders erfde vervolgens de borg Panser. Daarna werd de borg verkocht. Onduidelijk is wanneer de borg werd afgebroken. Bij de kerstvloed van 1717 zou er wellicht nog sprake zijn van een borg op deze plaats. Tijdens deze overstroming zou een dienstmeisje aldaar gered zijn van de verdrinkingsdood:
By Ulrum, op de Panster, was een Meyd agter in 't huis en rieds in 't water,
dog hier had het waater geen plaats voor deese Meyd
dies smeet een golf derselver op een losse Koe,
die met de Meyd naa 't binnen huus stapte,
in 't welk de een soowel als de andere wierd behouden.
De rechten die behoorden bij het bezit van de borg bleven tot 1806 in handen van de aan de Lewes verwante familie Van In- en Kniphuisen. Op de plaats van het vroegere borgterrein is een boerderij gebouwd, die eveneens Panser wordt genoemd evenals de buurtschap waar de boerderij is gelegen. (zie afbeelding).